# Baboul (Wamé)
Baboul (auch: Baboul I, Baboul Gorongobotchi) ist ein Dorf in der Landgemeinde Wamé in Niger.

## Geographie
Das Dorf befindet sich rund 14 Kilometer nordöstlich des Hauptorts Wamé der gleichnamigen Landgemeinde, die zum Departement Damagaram Takaya in der Region Zinder gehört. Zu weiteren Siedlungen in der Umgebung von Baboul zählen Rafin Zomo im Südosten und Baboulwa Koumi im Westen.
Baboul ist Teil der Übergangszone zwischen Sahara und Sahel. Die durchschnittliche jährliche Niederschlagsmenge beträgt hier zwischen 200 und 300 mm.

## Bevölkerung
Bei der Volkszählung 2012 hatte Baboul 3269 Einwohner, die in 542 Haushalten lebten. Bei der Volkszählung 2001 betrug die Einwohnerzahl 1387 in 241 Haushalten und bei der Volkszählung 1988 belief sich die Einwohnerzahl auf 1338 in 259 Haushalten.
Die Bevölkerungsdichte in diesem Gebiet ist mit 10 bis 20 Einwohnern je Quadratkilometer relativ gering.

## Wirtschaft und Infrastruktur
Baboul liegt in einem Gebiet des Übergangs zwischen der Naturweidewirtschaft des Nordens und des Ackerbaus des Südens, was zu Landnutzungskonflikten führt. Transhumante Wodaabe-Viehzüchter halten sich hier mit ihren Herden auf, wenn die Weideflächen in ihren angestammten Gebieten nicht ausreichen. Im Dorf wird ein Wochenmarkt abgehalten. Mit einem Centre de Santé Intégré (CSI) ist ein Gesundheitszentrum vorhanden. Es verfügt über ein eigenes Labor und eine Entbindungsstation. Es gibt eine Schule in Baboul. Als staatliche islamische Schule für Kinder wurde 2007 außerdem eine Medersa gegründet.